# 추위의 바다

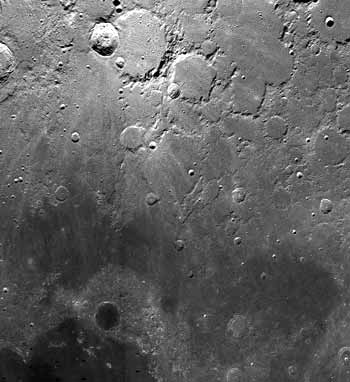
추위의 바다 사진.

추위의 바다는 달의 비의 바다 북쪽에 있는 달의 바다 중 하나이며, 달의 앞면에 있다.